# Ou Est Le Swimming Pool
Ou Est Le Swimming Pool var en engelsk synthpopgruppe fra Camden, London, der bestod af Caan Capan, Charles Haddon og Joe Hutchinson.
Bandets navn er en sammensætning af det franske Où Est Le, som betyder Hvor er?, og det engelske Swimming Pool, der betyder svømmebassin, og det er inspireret af en linje fra en replik, som fransklæreren Mrs Crabbe (spillet af Pam Ferris) siger i tv-serien Hardwicke House. Gruppen udgav fire singler og et album, inden gruppen gik i opløsning.

## Diskografi

### Album
- The Golden Year (11. oktober 2010;[3] Australien: 1. oktober 2010[4])

### Singler
| År                                                                | Single                 | Højeste hitlisteplacering | Højeste hitlisteplacering | Højeste hitlisteplacering | Højeste hitlisteplacering | Højeste hitlisteplacering | Album           |
| År                                                                | Single                 | UK                        | UK IND                    | AUS                       | BEL (FL)                  | NZ                        | Album           |
| ----------------------------------------------------------------- | ---------------------- | ------------------------- | ------------------------- | ------------------------- | ------------------------- | ------------------------- | --------------- |
| 2009                                                              | "Dance the Way I Feel" | 110                       | 10                        | 16                        | 20                        | 20                        | The Golden Year |
| 2010                                                              | "These New Knights"    | —                         | —                         | —                         | —                         | —                         | The Golden Year |
| 2010                                                              | "Jackson's Last Stand" | —                         | —                         | 79                        | —                         | —                         | The Golden Year |
| 2010                                                              | "The Key"              | —                         | —                         | —                         | —                         | —                         | The Golden Year |
| "—" nåede ikke hitlisterne eller blev ikke udgivet i dette område |                        |                           |                           |                           |                           |                           |                 |